# Mineiros do Tietê
Mineiros do Tietê est une municipalité brésilienne de l'État de São Paulo et la Microrégion de Jaú. Municipalité qui a pris naissance autour de l'année 1840, alors que de nombreux trains en partance villes minières de Santana bouviers et les Alfenas Sapucai et la ville de Goiás Caldas Novas passage dans la région pour les terres possear. (La même chose peut être dit ce qui s'est passé avec les municipalités voisines de Jau, les choux et les deux cours d'eau). Lorsque possearem ces terres, formé d'un village, qui est devenu connu sous le nom de quartier des mineurs.
Vicente Valerio dos Santos, en 1875, de légaliser leurs terres, et d'obtenir un document (acte), fait don de quatre hectares à l'Église catholique pour former un patrimoine, qui a encouragé la construction d'une chapelle. Cette chapelle et les actionnaires le 17 janvier 1891 a été élevé à la catégorie de la paix du district dans la municipalité de Deux courants.
Le 29 août 1898 par loi de l'État n ° 581, a été élevée au rang de municipalité sous le nom de mineurs, d'élire les administrateurs municipaux, intendant (maire) et le conseil municipal.
En 1944, grâce à un plébiscite, le conseil avait changé son nom pour mineurs Tietê, parce qu'il y a une autre ville de Goiás avec le même nom et parce que le fleuve Tietê couper la terre dans les zones rurales de la municipalité.